# تيودور بيرجمان (أستاذ جامعي)
تيودور بيرجمان (بالألمانية: Theodor Bergmann)‏ هو مؤلف ألماني، ولد في 7 مارس 1916 في برلين في ألمانيا، وتوفي في 12 يونيو 2017 في شتوتغارت في ألمانيا.

## وصلات خارجية
- ثيودور بيرجمان على موقع IMDb (الإنجليزية)